# خالد بن عبد الملك
خالد بن عبد الملك: هو خالد بن عبد الملك بن الحارث بن الحكم بن أبي العاص بن أمية بن عبد شمس الأموي القرشي.
ولي المدينة المنورة سنة 114هـ في خلافة هشام بن عبد الملك بن مروان، بعد عزل إبراهيم بن هشام المخزومي خال الخليفة بسبب شدته على الناس خلال ولايته، ولم يكن الأمير الجديد خالد يختلف عن سلفه في الحزم والشدة، ولكنه يختلف عنه في الدهاء وحسن التصرف، وقد حرص منذ بداية ولايته على استمالة الهاشميين وضمان ولائهم للدولة الأموية، وحاول بدهائه أن يزرع الفرقة بين الفرع الحسني والحسيني منهم، فكشف الهاشميون خطته، إلا أن الفرقة ما لبثت أن دبت بين الفرعين الشقيقين وأعقبت نتائج غير حميدة.
كانت المدينة في سنوات حكمه هادئة وخلالها حدث قحط استمر عدة سنوات، وأطلق أهل المدينة على تلك الفترة ((سنيات خالد))، ورحل الكثيرون منها ومن مناطق أخرى في الحجاز ونجد إلى الشام.
وقد تضايق أهل المدينة من أميرهم خالد بسبب عدم نجدته لهم أو تأسيه بمن سلفه من الخلفاء والأمراء أو بما بذله بعض أغنياء المدينة لأهلها من أمثال عبد الله بن عروة بن الزبير، فشكوا أمره للخليفة هشام فغضب عليه، وزاد غضبه بعدما اشتكاه عبد الرحمن بن القاسم بن أبي بكر الصديق لمضايقته له، فأمر سنة 118هـ بعزله وضم ولاية المدينة إلى محمد بن هشام المخزومي لتصبح جزءاً من ولايته التي تضم مكة والطائف أيضاً، فيجتمع الحجاز في ولاية أمير واحد.